# لین بورک
لین بورک (به انگلیسی: Lynn Burke) (زادهٔ ۲۲ مارس ۱۹۴۳) شناگر اهل ایالات متحده آمریکا است.